# Republică autonomă socialistă sovietică
O republică autonomă socialistă sovietică (în rusă автономная советская социалистическая республика, abreviată RASS, în rusă АССР) a fost un tip de unitate administrativă în Uniunea Sovietică (URSS) creată pentru anumite națiuni. Aceste republici autonome aveau un statut inferior celui al republicilor unionale constitutive ale URSS, dar mai mare decât al oblastiilor autonome și okrugurilor autonome.
În Republica Sovietică Federativă Socialistă Rusă, de exemplu, președinții guvernelor RASS erau oficial membri ai Guvernului RSFSR. Spre deosebire de republicile unionale, republicile autonome aveau dreptul de a se ieși din Uniune numai atunci când republica unională care le cuprindea făcea acest lucru, precum și de a alege să rămână în Uniune separat de ele. Nivelul de autonomie politică, administrativă și culturală de care s-au bucurat a variat în timp - a fost cel mai substanțial în anii 1920 (Korenizația), anii 1950 după moartea lui Iosif Stalin și în epoca Brejnev.

## Republica Sovietică Socialistă Azerbaidjană
- Republica Autonomă Sovietică Socialistă Nahicevan (1921-1990), acum Republica Autonomă Nahicevan

## Republica Sovietică Socialistă Gruzină
- Republica Autonomă Socialistă Sovietică Abhazia (1931–1992), acum Abhazia
- Republica Autonomă Socialistă Sovietică Adjaria (1921–1990), acum Adjaria

## Republica Sovietică Federativă Socialistă Rusă
Constituția din 1978 a RSFSR a recunoscut șaisprezece republici autonome în cadrul RSFSR. Statutul lor din octombrie 2007 în Federația Rusă este dat între paranteze:
- Republica Autonomă Sovietică Socialistă Bașchiria (acum Bașchiria)
- Republica Autonomă Sovietică Socialistă Bureatia (acum Bureatia)
- Republica Autonomă Sovietică Socialistă Ceceno-Ingușă (acum Cecenia și Ingușetia)
- Republica Autonomă Sovietică Socialistă Ciuvașia (acum Ciuvașia)
- Republica Autonomă Sovietică Socialistă Daghestan (acum Daghestan)
- Republica Autonomă Sovietică Socialistă Kabardino-Balkaria (acum Kabardino-Balkaria)
- Republica Autonomă Sovietică Socialistă Calmîchia (acum Calmîchia)
- Republica Autonomă Sovietică Socialistă Karelia (acum Karelia)
- Republica Autonomă Sovietică Socialistă Komi (acum Komi)
- Republica Autonomă Sovietică Socialistă Mari El (acum Mari El)
- Republica Autonomă Sovietică Socialistă Mordovia (acum Mordovia)
- Republica Autonomă Sovietică Socialistă Osetia de Nord (acum Osetia de Nord)
- Republica Autonomă Sovietică Socialistă Tatarstan (acum Tatarstan)
- Republica Autonomă Sovietică Socialistă Tuva (acum Tuva)
- Republica Autonomă Sovietică Socialistă Udmurtia (acum Udmurtia)
- Republica Autonomă Sovietică Socialistă Iacutia (acum Iacutia)

Alte republici autonome au existat, de asemenea, în cadrul RSFSR în momente anterioare ale istoriei sovietice:
- Republica Autonomă Sovietică Socialistă Kazahă (1925–1936), acum Kazahstan
- Republica Autonomă Sovietică Socialistă Kirghiză (1920–1925), acum Kazahstan
- Republica Autonomă Sovietică Socialistă Kirghiză (1926–1936), acum Kirghizstan
- Republica Autonomă Sovietică Socialistă Turkestan (1918–1924), acum Turkistan

## Republica Sovietică Socialistă Ucraineană
- Republica Autonomă Sovietică Socialistă Moldovenească (1924–1940)
- Republica Autonomă Sovietică Socialistă Crimeea (12 februarie 1991 – 1992)

## Republica Sovietică Socialistă Uzbecă
- Republica Autonomă Sovietică Socialistă Karakalpak (1932-1991), acum Karakalpakstan
- Republica Autonomă Sovietică Socialistă Tadjică (1924-1929) - a devenit Republica Sovietică Socialistă Tadjică, acum Tajikistan